# Евјер
Евјер (фр. Evillers) насеље је и општина у источној Француској у региону Франш-Конте, у департману Ду која припада префектури Понтарлије.
По подацима из 2011. године у општини је живело 324 становника, а густина насељености је износила 24,88 становника/km². Општина се простире на површини од 13,02 km². Налази се на средњој надморској висини од 720 метара (максималној 933 m, а минималној 690 m).

## Демографија
| 1962. | 1968. | 1975. | 1982. | 1990. | 1999. | 2011. |
| ----- | ----- | ----- | ----- | ----- | ----- | ----- |
| 283   | 305   | 307   | 315   | 283   | 284   | 324   |

График промене броја становника у току последњих година